# Catedral de San Fernando (San Antonio)
La Catedral de San Fernando (también llamada Catedral de Nuestra Señora de la Candelaria y Guadalupe) es una catedral católica que es la iglesia madre de la Arquidiócesis de San Antonio en San Antonio, Texas (Estados Unidos). De origen novohispano del siglo XVIII, es la catedral más antigua de los Estados Unidos.

## Historia
La iglesia original de San Fernando Rey fue construida entre 1738 y 1750. La catedral fue construida por la guarnición del Presidio de San Antonio entre la que se encontraban canarios, por lo que en el interior hay una imagen de la Virgen de la Candelaria, patrona de las Islas Canarias. De esta época data la pila bautismal que todavía se encuentra en uso.
Los restos de los defensores del El Álamo en 1836 se encuentran en esta catedral. En 1868, incorporado San Antonio al Estado de Texas, la catedral se reformó y amplió considerablemente en estilo neogótico, las estaciones de la cruz talladas en piedra se añadieron en 1874. 
El 13 de septiembre de 1987, la catedral fue visitada por el papa Juan Pablo II, durante la única visita de un papa a Texas. Una lápida de mármol conmemora el acontecimiento.
En 2003 y 2011 se llevaron a cabo nuevos trabajos de consolidación y restauración.